# Frans I van Bourbon-Vendôme
Frans I van Bourbon-Vendôme (Ham, 6 oktober 1491 - Reims, 1 september 1545) was van 1495 tot aan zijn dood graaf van Saint-Pol. Hij behoorde tot het huis Bourbon.

## Levensloop
Frans I was de tweede zoon van graaf Frans van Bourbon-Vendôme en gravin Maria van Saint-Pol. Na de dood van zijn vader in 1495 werd hij graaf van Saint-Pol, in gezamenlijke regering met zijn moeder Maria.
Na de Slag bij Marignano in 1515 werd Frans door veldheer Pierre Terrail de Bayard tot ridder geslagen. Tijdens de Italiaanse Oorlogen nam hij in 1521 deel aan het Beleg van Mézières. In 1524 vocht hij onder admiraal Guillaume Gouffier de Bonnivet en Bayard in de Slag bij de Sesia. In 1525 werd hij bij de Slag bij Pavia gevangengenomen.
In 1527 werd hij door koning Frans I van Frankrijk benoemd tot gouverneur van de Dauphiné, waardoor hij verantwoordelijk werd voor de Franse militaire operaties tegen Savoye en Piëmont. Hij bleef het commando van deze operaties voeren tot aan de Damesvrede van Kamerijk in 1529. In 1533 was hij aanwezig bij de ontmoeting tussen koning Frans I van Frankrijk en paus Clemens VII in Marseille. Op 1 september 1542 herstelde Frans de Universiteit van Grenoble.
Tijdens de Italiaanse Oorlog van 1535 tot 1538 was Frans verantwoordelijk voor de verovering van Savoye. In 1543 maakte hij deel uit van de Franse hoofdofficieren in de strijd tegen Engeland en Spanje in Picardië. In 1544 verzette Frans zich tegen de Slag bij Cérisoles, maar Blaise de Monluc wist de veldslag door te drukken. Uiteindelijk werd deze veldslag gewonnen door de Fransen.
In september 1545 stierf Frans I van Bourbon-Vendôme op 53-jarige leeftijd. 

## Huwelijk en nakomelingen
Op 9 februari 1534 huwde Frans met vrouwe Adrienne van Estouteville (1512-1560). Door het huwelijk werd hij heer van Estouteville, dat in september 1534 tot hertogdom werd verheven. Ze kregen twee kinderen:
- Frans II (1536-1576), graaf van Saint-Pol en hertog van Estouteville
- Maria (1539-1601), gravin van Saint-Pol en hertogin van Estouteville